# Югославия на летних Олимпийских играх 1948
Югославия принимала участие в Летних Олимпийских играх 1948 года в Лондоне (Великобритания) в шестой раз за свою историю, и завоевала 2 серебряные медали. Югославия не пропустила ни одной летней олимпиады с 1920 года.
В легкой атлетике, метание молота, серебро  - Иван Губиян
Футбольная команда, второе место (серебро), в составе: Александар Атанацкович, Степан Бобек, Мирослав Брозович, Желько Чайковски, Златко Чайковски, Звонко Цимерманчич, Миодраг Йованович, Любомир Ловрич, Првослав Михайлович, Райко Митич, Франьо Шоштарич, Бранко Станкович, Коста Томашевич, Франьо Велфль, Бернард Вукас.

## Медалисты

### 02!Серебро
- Лёгкая атлетика, мужчины, метание молота — Иван Губиян.
- Футбол

## Результаты соревнований

### Академическая гребля
Соревнования по академической гребле на Олимпийских играх 1948 года проходили в гребном центре в Хенли-он-Темс, где ежегодно проводятся соревнования Королевской регаты. Из-за недостаточной ширины гребного канала в одном заезде могли стартовать не более трёх лодок. В следующий раунд из каждого заезда проходили только победители гонки.
Мужчины
| Соревнование | Спортсмены          | Предварительный заезд | Предварительный заезд | Предварительный заезд | Отборочный заезд | Отборочный заезд | Отборочный заезд | Полуфинал            | Полуфинал            | Полуфинал            | Финал                | Финал                |
| Соревнование | Спортсмены          | Заезд                 | Время                 | Место                 | Заезд            | Время            | Место            | Заезд                | Время                | Место                | Время                | Место                |
| ------------ | ------------------- | --------------------- | --------------------- | --------------------- | ---------------- | ---------------- | ---------------- | -------------------- | -------------------- | -------------------- | -------------------- | -------------------- |
| одиночки     | Драгутин Петровечки | 2                     | 8:17,3                | 3                     | 3                | 8:17,3           | 3                | завершил выступление | завершил выступление | завершил выступление | завершил выступление | завершил выступление |